# The Devil Put Dinosaurs Here
The Devil Put Dinosaurs Here (с англ. — «Дьявол положил сюда динозавров») — пятый студийный альбом американской рок-группы Alice in Chains, выпущенный 28 мая 2013 года на лейбле Capitol Records.
The Devil Put Dinosaurs Here стал вторым студийным альбомом «новой эры» Alice in Chains, начавшейся после смерти фронтмена Лейна Стэйли и прихода нового вокалиста Уильяма Дюваля. Предыдущая пластинка Black Gives Way to Blue, вышедшая в 2009 году, была признана одним из наиболее неожиданных и успешных воссоединений рок-сцены, поднявшись на пятое место в американском хит-параде и став «золотой» в США и Канаде. Работа над следующим альбомом началась в 2012 году под руководством продюсера Ника Раскулинеца.
Название пластинки было выбрано в честь одноимённой композиции, высмеивающей креационистскую теорию о том, что Дьявол закопал кости динозавров, чтобы пошатнуть веру людей в Бога. Музыкальная составляющая альбома являлась воплощением двадцатилетнего творческого наследия Alice in Chains, сочетая мрачные, медленные и тяжёлые песни, характерные для альтернативного рока, альтернативного метала и стоунер-рока, а также более спокойные и благозвучные акустические композиции.
The Devil Put Dinosaurs Here дебютировал на втором месте в американском хит-параде Billboard 200, что стало наивысшим достижением группы с 1995 года. Синглы «Hollow» и «Stone» достигли вершины песенных чартов мейнстримного рока. Музыкальные обозреватели в целом положительно оценили новую работу ветеранов гранжевой сцены, отметив узнаваемое звучание и стремление не останавливаться на достигнутом. В то же время, новый альбом Alice in Chains подвергся критике из-за недостатка свежих идей, обильного самоцитирования, а также ограниченных вокально-технических качеств Джерри Кантрелла и Уильяма Дюваля.

## «Новая эра» Alice in Chains
Трудно вспомнить более противоречивое рок-воссоединение, чем недавний реюнион Alice in Chains.Коул Уотермен, PopMatters

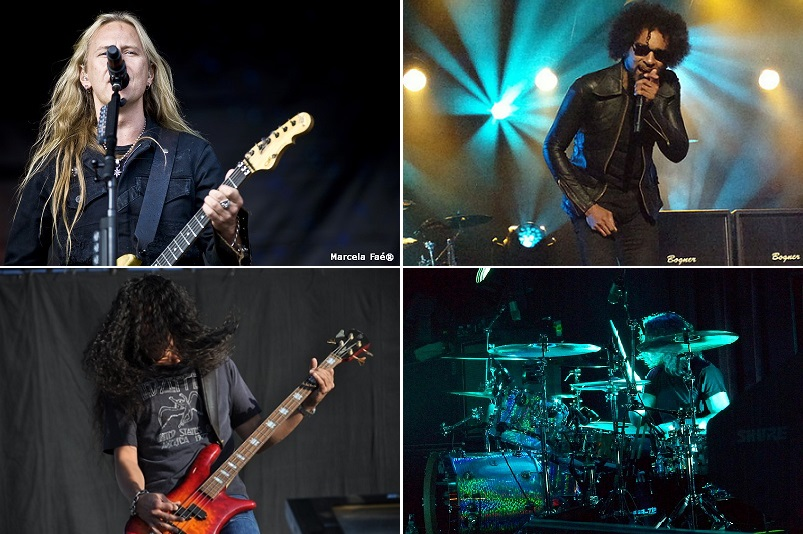
Состав Alice in Chains с 2006 года: Джерри Кантрелл, Уильям Дюваль, Майк Айнез, Шон Кинни

Американская рок-группа Alice in Chains получила известность в девяностых на волне интереса к гранжевому движению. С 1990 по 1995 годы коллектив выпустил три полноформатных альбома, а также два акустических мини-диска. Обратной стороной популярности стала героиновая зависимость вокалиста Лейна Стэйли, из-за которой начиная с середины девяностых Alice in Chains практически прекратили концертные выступления и не возвращались в студию. Смерть Лейна Стэйли в 2002 году, казалось, стала логическим завершением истории группы. Тем не менее, оставшиеся в живых музыканты — гитарист Джерри Кантрелл, барабанщик Шон Кинни и бас-гитарист Майк Айнез — нашли в себе силы вернуться на сцену. Место погибшего фронтмена занял Уильям Дюваль, с которым Alice in Chains сначала постепенно возобновили концертные выступления, а после отправились в студию для записи очередного номерного альбома. Под руководством продюсера Ника Раскулинеца была записан лонгплей Black Gives Way to Blue, который вышел в 2009 году, после четырнадцатилетней творческой паузы, и ознаменовал триумфальное возвращение группы на рок-сцену. Пластинка дебютировала на пятом месте в американском хит-параде Billboard 200, принесла Alice in Chains две номинации на «Грэмми», удостоилась звания «Альбом года» по версии журнала Revolver и в конечном счёте получила «золотой» статус с более чем полумиллионом проданных копий. Успех альбома, ставшего началом новой эры в истории группы, послужил толчком для дальнейших свершений.
Запись следующего альбома откладывалась по ряду причин. Сначала Alice in Chains были заняты концертным туром в поддержку предыдущей пластинки. К концу 2010 года группа провела в дороге 16 месяцев подряд, выступив более 150 раз. После завершения успешных гастролей музыканты начали работать над новым материалом. Вскоре гитарист был вынужден прервать работу из-за проблем со здоровьем: он ощущал острую боль в плече и не мог поднять руку, после чего у него обнаружились разорванный хрящ и костная шпора. Травма носила «профессиональный» характер и была вызвана многолетней нагрузкой от гитарного ремня. Кантреллу пришлось перенести операцию на плече, а восстановление заняло несколько месяцев. Всё это время музыкант не мог держать гитару в руках, но продолжал придумывать новые мелодии, напевая риффы или наигрывая их на музыкальной клавиатуре. Лишь в январе 2012 года в интервью журналу Rolling Stone гитарист сообщил о своём выздоровлении и готовности вернуться в студию.

## Особенности студийной работы
Ранее я использовал более простой подход к записи с минимумом аппаратуры, в первую очередь потому, что у меня не было денег на кучу гитар или усилителей... С каждой новой записью количество оборудования росло и я получал возможность использовать то, что считал нужным для каждой конкретной песни. На последней записи и на этой я, наверное, использовал больше комбинаций усилителей и гитар, чем когда-либо в жизни.Джерри Кантрелл

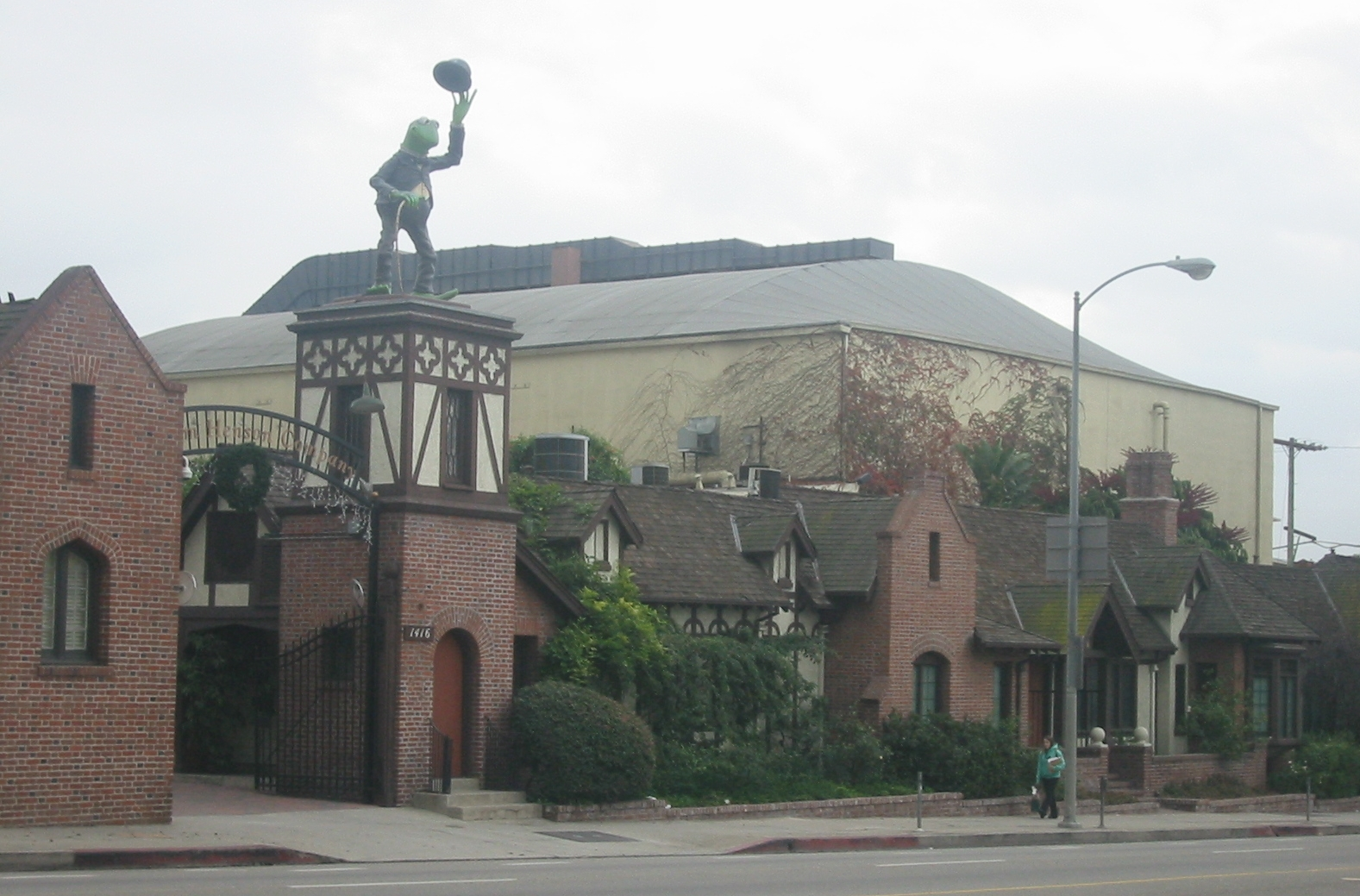
Студия Henson в Голливуде.

Местом записи нового альбома стала лос-анджелесская студия Henson, в которой Alice in Chains сводили предыдущую пластинку. Группа продолжила сотрудничество с продюсером Ником Раскулинецом, записывавшим Black Gives Way to Blue тремя годами ранее, и решила не менять звукозаписывающую компанию. Перед тем, как собраться в студии, каждый из музыкантов работал по отдельности, собирая собственные идеи. Некоторые из гитарных риффов были свежими, другие были придуманы за несколько лет до этого. Затем музыканты собрались вместе и начали делиться своими наработками, собирая их воедино. У них имелось несколько десятков идей, из которых требовалось создать 10-11 композиций, что породило в коллективе некое подобие неформального духа соперничества. Первой новой композицией стала «Voices», написанная Джерри Кантреллом ещё до операции на плече. Её идея родилась через месяц после начала концертного турне в поддержку предыдущей пластинки Alice in Chains и нашла своё воплощение в песне в течение одного-двух дней. Уже в процессе восстановления гитарист придумал ещё одну песню «Stone», записав её мелодию на мобильный телефон. Вышедшая в качестве дебютного сингла «Hollow» была основана на риффе, довольно долго «лежавшем на полке». Джерри Кантрелл написал его во время последнего концерта тура Blackdiamondskye 2010 года, но долго не мог придумать ему достойное продолжение.
Ключевым компонентом фирменного звучания Alice in Chains стали электрогитары, которые создавали, по меткому выражению Ника Раскулинеца, «стену звука». Продюсер не хотел существенно отклоняться от способа звукозаписи, использованного на предыдущей пластинке, поэтому сохранил всё те же четыре гитарных полустека (комбинации усилителя и акустической системы) Джерри Кантрелла, что и на Black Gives Way to Blue. Кантрелл применял свой предусилитель Bogner Fish и усилитель Mesa/Boogie в сочетании с «кабинетами» 4x12, а также Marsha производства Friedman Amplification и Bogner Ubershall. Во время записи новой пластинки к ним добавился пятый усилитель — 60-ваттный Laney Klipp. Для получения ровного и слаженного звучания инженер Пол Фигероа тщательно отрегулировал расстояние между микрофонами и акустическими системами, чтобы звуковые волны достигали приёмников одновременно, а гитарные техники Тим Доусон и Дэйв Лэпхэм обеспечили точность настройки инструментов. Когда Джерри Кантрелл исполнял свои партии, запись производилась одновременно со всех микрофонов, после чего звуковые дорожки смешивались в необходимых пропорциях. Помимо пяти основных усилителей иногда использовалось оборудование Orange, Hiwatt, Soldano.

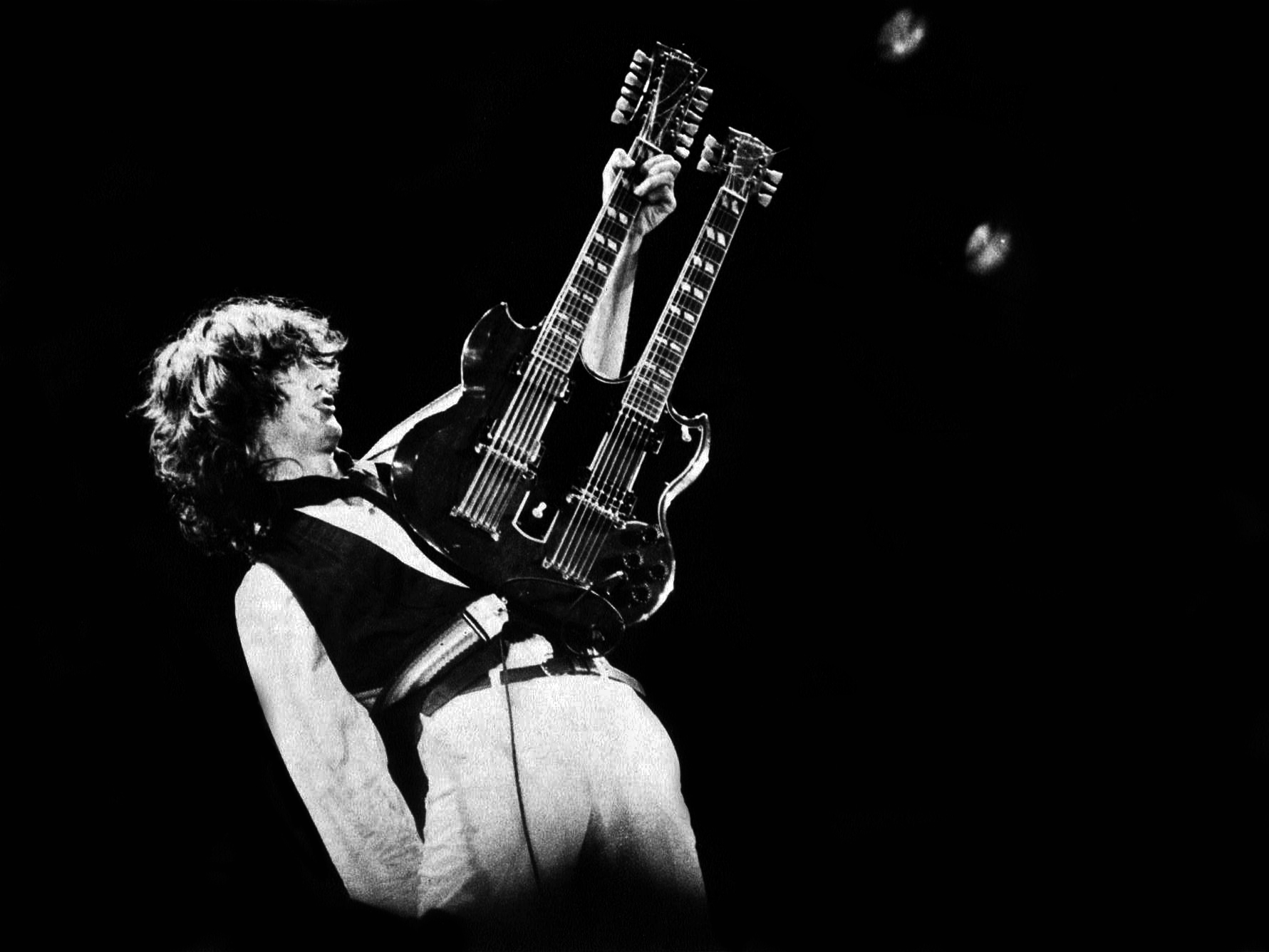
Помимо основных гитар G&L Rampage и Gibson Les Paul, для вступления к песне «Voices» Джерри Кантрелл использовал двухгрифовую гитару Gibson EDS-1275, ставшую популярной благодаря Джимми Пейджу.

Для каждой композиции выбиралась собственная комбинация гитар, каналов, настроек усилителей и эффектов. Так, например, «Pretty Done» содержала левую и правую дорожки, на которых Кантрелл использовал гитару G&L Rampage «Blue Dress»; на центральной дорожке можно было услышать Flying V с другим сочетанием усилителей; в дополнение к этому применялся синий Les Paul для партий с бендами, а также чёрный Les Paul для гитарного соло. Дублирование партии ритм-гитары в левом и правом канале являлось фирменным приёмом Кантрелла и требовало исключительно точного повторения одних и тех же риффов. Его основной гитарой продолжала оставаться G&L Rampage, купленная в музыкальном магазине в Далласе ещё в середине восьмидесятых; вместо вибрато Floyd Rose, широко распространённого среди рок-гитаристов, на ней была установлена тремоло-система Kahler. В то же время, для отдельных композиций гитарист использовал другие инструменты. Так, «потустороннее» звучание во вступлении к песне «Voices» достигалось с помощью двухгрифовой гитары Gibson Джимми Пейджа; Кантрелл включил звукосниматели на шестиструнном грифе, однако исполнил вступление на двенадцатиструнном, что дало особенный эффект. Уильям Дюваль чаще всего играл на своей основной гитаре Les Paul Standard VOS Sunburst 1960 года выпуска. В отличие от Кантрелла, предпочитавшего более современное оборудование, второй гитарист ценил старинные усилители Marshall и Vox 1960-х годов, и лишь для исполнения соло к «Phantom Limb» использовал более высококлассный усилитель Friedman Marsha.
Чистое гитарное звучание достигалось с помощью предусилителя и процессора эффектов Fractal Axe-Fx II, а также лампового гитарного усилителя Vox AC30, дающего более «грязный» звук. Это оборудование определило интонацию песен «The Devil Put Dinosaurs Here» и «Voices», но также применялось на «Choke» и «Scalpel». Партии записывались с помощью акустических гитар, двух микрофонов Telefunken 251, а также ещё одного микрофона Royer, установленного в месте крепления грифа к корпусу. Чтобы получить более атмосферное звучание, иногда дополнительно записывался сигнал с микрофона, расположенного в помещении. Время от времени Ник Раскулинец переносил акустические партии на плёнку, немного изменял скорость воспроизведения, а также добавлял эффект компрессии и корректировал частоту сигнала, после чего возвращал результат в Pro Tools.

## Об альбоме
Здесь есть настоящая грязь. Это сделано намеренно, именно так мы звучим. Мы пытались сделать запись, которая бы нам понравилась, держать планку высоко и посмотреть, сможем ли мы её преодолеть. И, думаю, нам это удалось.Джерри Кантрелл

### Смесь хеви-метала и The Beatles
В декабре 2012 года Джерри Кантрелл сообщил об окончании работ над пластинкой и рассказал о её звучании и общем направлении. В интервью журналу Revolver он сказал: «Я не думаю, что вы будете удивлены тем, что услышите. Это мы, но в этой записи есть нечто уникальное. В альбоме присутствуют характерные для нас элементы, и всё же он не похож на другие наши записи. В общем, это новая глава в истории Alice in Chains, и я думаю, она будет большой». В разговоре с обозревателем Guitar World он сравнил новую работу с предыдущей пластинкой: «На мой взгляд, Black Gives Way to Blue стал квинтэссенцией нашего стиля. Надеюсь, новый альбом станет тем же». Кантрелл также дал интервью американскому изданию Rolling Stone: «Мы создали уникальную запись, которая полностью отличается от всего, что мы когда-либо делали. Она показывает особый период нашей истории. Вы можете видеть рост группы, то, что она движется вперёд по новой территории, не теряя своей уникальности».

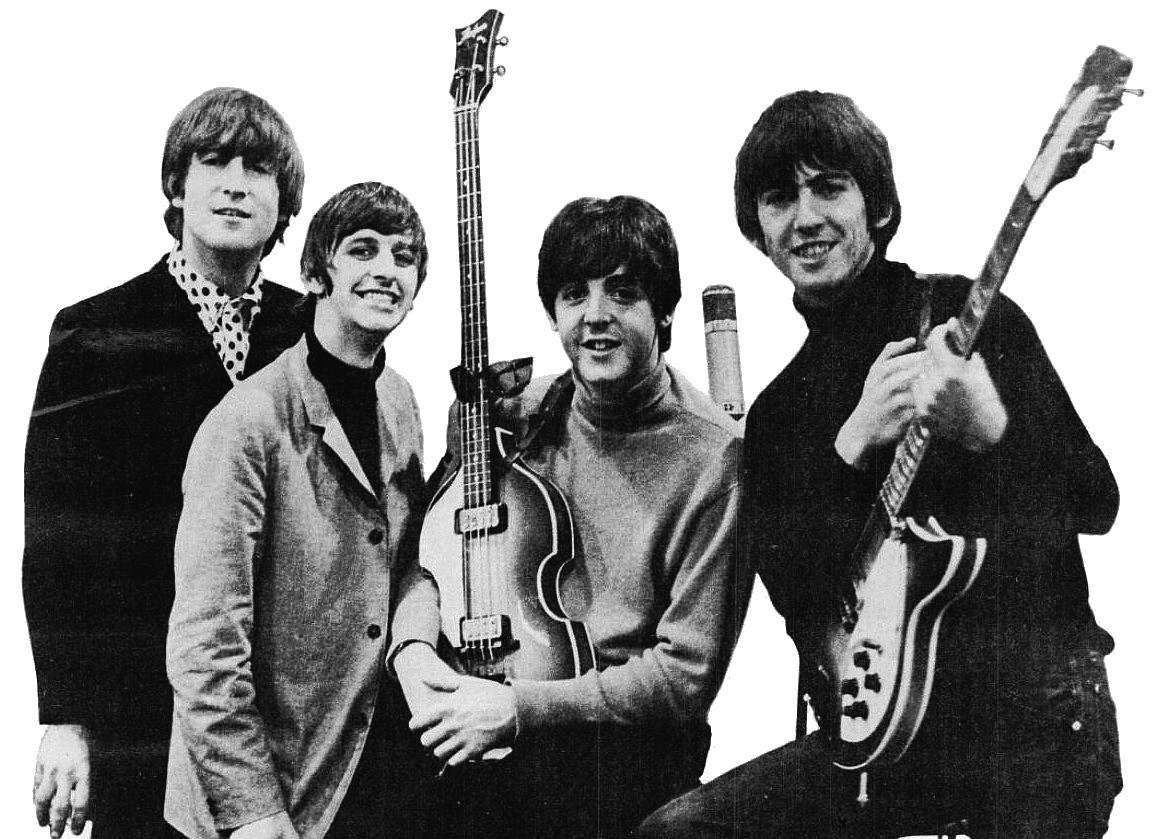
«Скрестите The Beatles c хеви-металом и вы получите современное воплощение Alice in Chains», — писали в журнале Record Collector.

Новая пластинка демонстрировала хорошо знакомое поклонникам хеви-металлическое звучание. Она не выглядела устаревшей, а напротив, являлась типичным представителем жанра, напоминая осовремененное звучание Black Sabbath первой половины 1970-х годов — «эпичное, масштабное, ведомое гитарными риффами и с огромной скорбью в качестве основной темы». Так как основным творческим лидером группы всегда был Джерри Кантрелл, Alice in Chains удалось сохранить свой фирменный стиль. Пластинка вышла ещё более тяжёлой и медленной, чем Black Gives Way to Blue, приближенной к стоунер-року, насыщенной металлическими риффами, резкими гитарными соло и вокальными гармониями двух фронтменов. The Devil Put Dinosaurs Here называли «стилистической кульминацией» более чем двадцатилетней карьеры, пусть и не настолько свирепым, как Dirt и Facelift, но всё же «фантастическим альбомом с множеством захватывающих моментов».
С другой стороны, новый альбом вышел слишком ожидаемым и предсказуемым. Джерри Кантрелл продолжал совершенствоваться в написании мрачных композиций с гитарными риффами и гармонизированным вокалом, определявшими эстетику группы ещё в начале 1990-х, однако новые песни были парафразом старых, не подвергаясь влиянию свежих веяний. The Devil Put Dinosaurs Here стал воплощением стиля Alice in Chains, логичным продолжением альбомов, выпущенных ещё во времена доминации гранжа. В журнале Spin новую пластинку назвали более «плоской» по сравнению с предыдущей, так как на ней недоставало хитов, подобных «Check My Brain» или «Your Decision». Альбом не демонстрировал ничего нового, в отличие от остального каталога группы, а лишь эксплуатировал уже известные элементы (например, ток-бокс на «Lab Monkey» или гитарные шумы на «Pretty Done» и «Stone»). В песнях обнаруживались самоповторы и самоцитирования, и даже вокальные гармонии, традиционно считавшиеся сильной стороной Alice in Chains, использовались настолько часто, что песни «размывались» и теряли акценты. Если предыдущая пластинка, первая в обновлённом составе, воспринималась как выброс накопленной за многие годы энергии, то эта была более однообразной и тщательно выверенной.

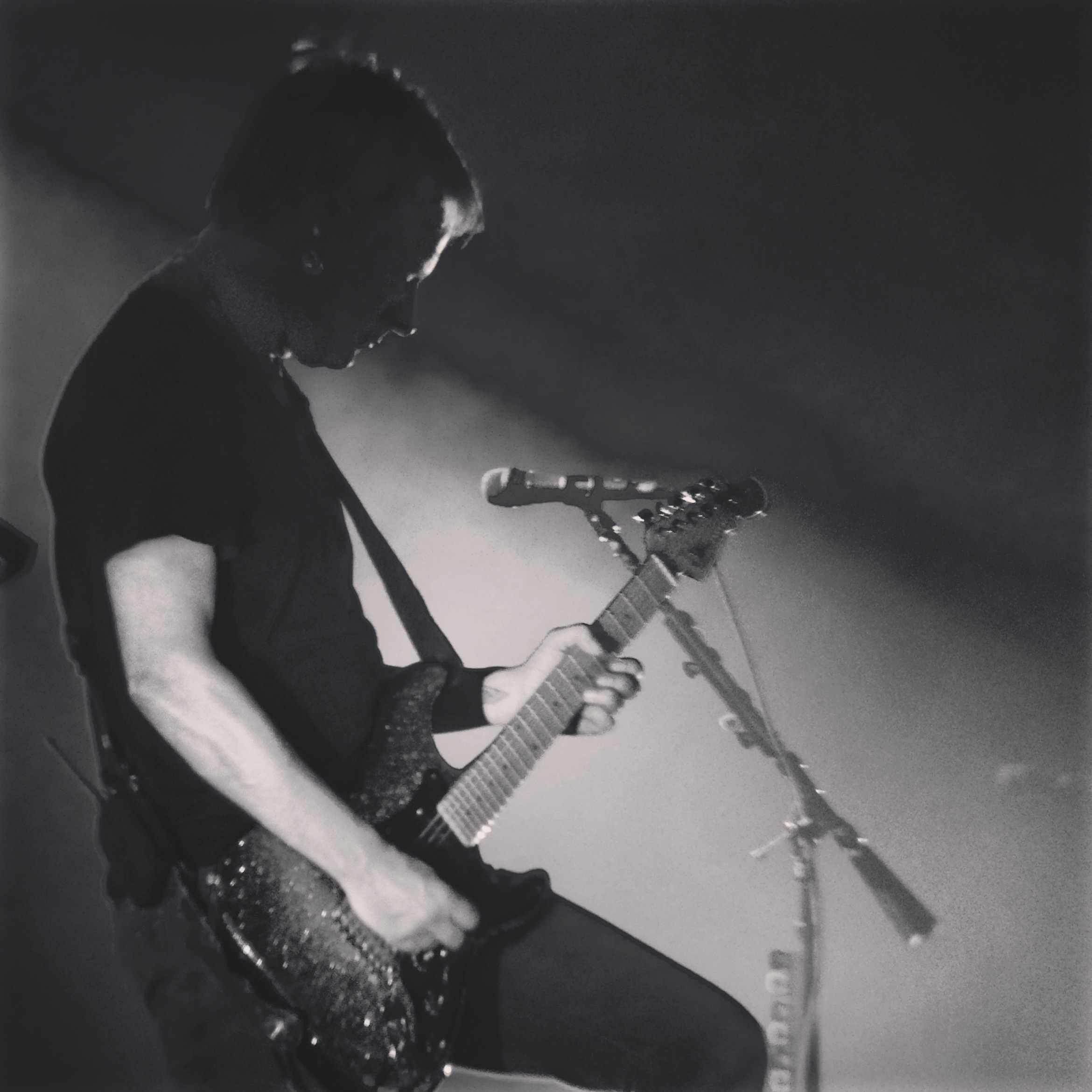
Хотя новый альбом был сопряжён с критикой вокальных данных Джерри Кантрелла, его исполнительское мастерство гитариста не вызывало вопросов.

За инструментальную составляющую практически в одиночку отвечал Джерри Кантрелл. Его исполнительский стиль сформировался под влиянием многих известных гитаристов, начиная с Эйса Фрэйли из Kiss, и заканчивая Ангусом Янгом, Эдди Ван Халеном или Тони Айомми, а в качестве автора он ориентировался на The Beatles, Элтона Джона или Fleetwood Mac. Гитарные соло в его исполнении не отличались высокой сложностью или длительностью; они носили минималистичный характер, подобно сдержанному стилю Дэвида Гилмора. Гитарист стремился сделать их достаточно энергичными, но при этом незамысловатыми, и подбирал мелодии для гитары так же тщательно, как и вокальные партии. Кантрелл часто использовал бенды в сольных партиях, а также в основных гитарных риффах, позаимствовав этот приём у Тони Айомми. Уильям Дюваль также внёс свой вклад в звучание инструментов, придумав и исполнив соло к «Phantom Limb». В то же время, большинство гитарных партий в альбоме придумал Кантрелл, а Дюваль лишь исполнял некоторые из них во время концертных выступлений.
В отличие от предыдущей пластинки, на этой голос Уильяма Дюваля чаще выходил на первый план. Тем самым его высокий и более носовой вокал сочетался с низким голосом Кантрелла, напоминая взаимодействие со Стэйли из ранних альбомов группы. Вместе с тем, лидирующая роль Кантрелла в распределении вокальных партий оставалась без изменений и не вызывало сомнений, что задача Дюваля — не заменить Стэйли в качестве полноценного фронтмена, а скорее поддерживать Кантрелла. Если после выхода Black Gives Way to Blue музыкальная общественность положительно встретила нового вокалиста, то в этот раз восторженные отзывы о дуэте Кантрелла и Дюваля перемежались с критикой. В журнале Vulture Hound отметили, что сочетание голосов вокалистов осталось уникальным, однако стала более очевидной техническая ограниченность гитариста. Его диапазон был несопоставим с вокальными данными Стэйли и в голосе чувствовалось ощутимое напряжение. Кроме того, голоса Кантрелла и Дюваля отличались не настолько сильно, отчего терялся неповторимый контраст, характерный для ранних Alice in Chains. При многократном прослушивании песен этот стиль слишком приедался и начинал раздражать. Критике подвергся не только Кантрелл, но и сам Дюваль. The Devil Put Dinosaurs Here продемонстрировал, что новый фронтмен не обладал столь же выдающимся и мощным вокалом, что и Лейн Стэйли. Он стал хорошим выбором для группы, чтобы вернуться на сцену, но его голос не обладал той же грубостью и «неотёсанностью», что изначально вывела Alice in Chains на высочайший уровень.

### Обращение к темам политики и религии
По словам музыкантов, как и в предыдущих альбомах, слова новых песен являлись отражением того состояния, в котором пребывала группа. Alice in Chains удалось оправиться от горечи потери вокалиста Лейна Стэйли вместе с выходом прошлой пластинки, однако и выпуску The Devil Put Dinosaurs Here предшествовала череда неприятных событий. Помимо травмы Кантрелла, в марте 2011 года стало известно о смерти бывшего бас-гитариста группы Майка Старра, погибшего от передозировки наркотиков.

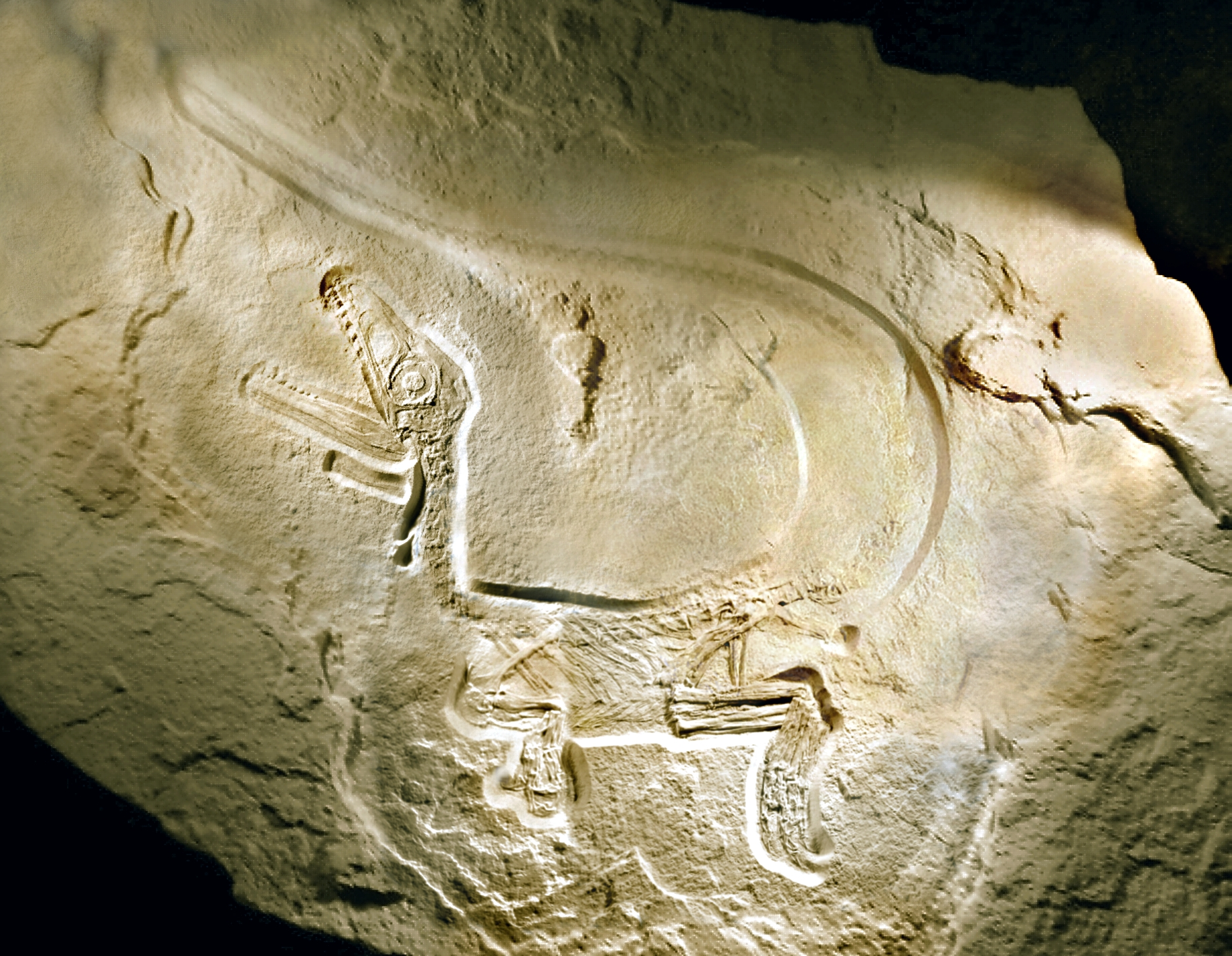
Заглавная песня альбома «The Devil Put Dinosaurs Here» критиковала тех, кто не верил в существование динозавра и объяснял нахождение их окаменелых останков происками Дьявола.

Одним из главных отличий The Devil Put Dinosaurs Here от предыдущих работ стало обращение к политическим темам. Ранее тексты Alice in Chains описывали внутренний мир лирических героев, их переживания и внутреннюю борьбу. Теперь же в творчестве появилась внешняя направленность, начали затрагиваться социально-политические вопросы, а также темы религии и экстремизма. Заглавная композиция «The Devil Put Dinosaurs Here» была посвящена радикальной религиозности, вере людей в иррациональные объяснения и скептическому отношению к науке. Строка «Дьявол положил сюда динозавров» являлась отсылкой к маргинальной христианской теории, согласно которой силы зла закопали в землю кости динозавров, чтобы внушить людям, будто возраст Земли превышает шести тысяч лет и Бога не существует. Следующая за ней — «Иисус не любит педиков» — в свою очередь, осуждала отношение верующих к сексуальным меньшинствам. Кантрелл не критиковал религию как таковую, но подчёркивал, что люди исковеркали наилучшие побуждения, лежащие в её основе, превратив её в источник боли и ненависти. Ключевой строчкой песни и всего альбома он называл: «Никаких проблем с верой, это всего лишь страх». Во время записи пластинки музыканты следили за президентскими выборами 2012 года и обсуждали высказывания представителей христианских партий ультраправого крыла, удивляясь тому, каким небылицам могут верить люди; в конечном счёте подобные разговоры и привели к написанию заглавной песни. Тема религии была не чужда музыкантам в том числе потому, что Уильям Дюваль был бакалавром философии и специализировался на религии, а Джерри Кантрелл в юношеские годы состоял в церковном хоре.
Остальные тексты не содержали единственно верного толкования и были открыты для различных интерпретаций. Джерри Кантрелл намеренно уклонялся от прямых ответов на вопросы о значении песен: «Я ненавижу препарировать их для вас. Мне не нравится расставлять всё по полочкам, от А до Я, вот почему я помещаю это в свои песни. Мне проще излагать свои мысли таким образом, сохраняя песни достаточно личными и скрывая от вас значения, которые вы никогда не узнаете, но оставляя их достаточно общими, чтобы вы могли вложить в них свой смысл». Его тексты были пропитаны грустью и выражали чувство неудовлетворённости: «Я больше не хочу развлекать тебя. Ты никогда не был(а) моей, так как я могу тебя потерять?» («Pretty Done»), «Почему мой потолок — это чей-то пол?» («Low Ceiling»). Хотя предыдущий альбом Black Gives Way to Blue и дал возможность выплеснуть накопленные за 14 лет эмоции, на новой пластинке всё ещё остались катарсистические настроения, как, например, в дебютном сингле «Hollow», описывающем чувство внутренней пустоты.

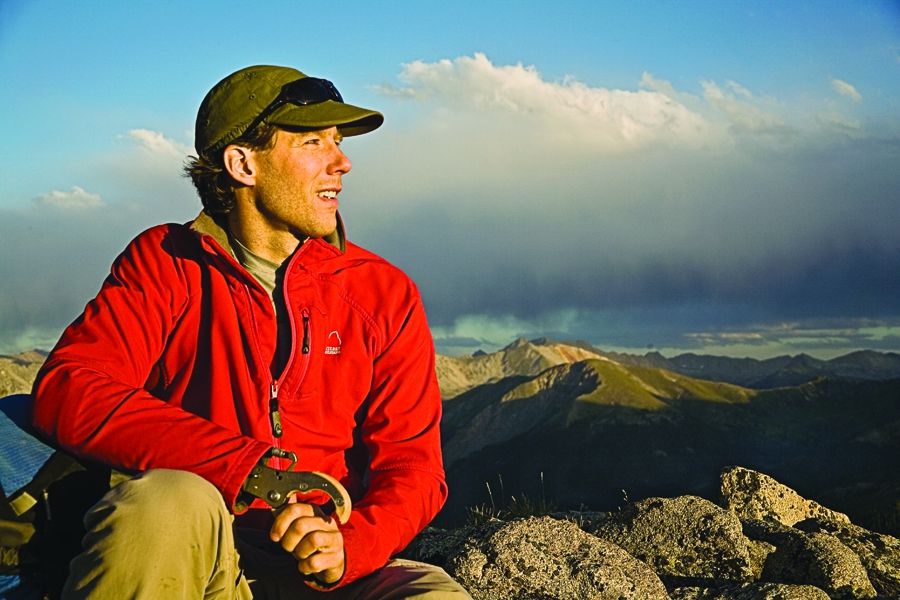
Песня «Phantom Limb» описывала реальную ситуацию, которая случилась с альпинистом Ароном Ралстоном, потерявшим руку во время восхождения.

Среди прочих песен выделялась «Phantom Limb», написанная Уильямом Дювалем. Она начиналась со слов: «Нет надежды на спасение, я заперт здесь в одиночку. Если я не вырою себе путь наружу, то умру». Эта ситуация была вдохновлена сюжетом фильма «127 часов», рассказывавшего об альпинисте, попавшем в ловушку и вынужденном ампутировать себе кисть для спасения. В припеве пелось: «Я буду преследовать тебя, будто фантомная боль». В журнале Kerrang! провели параллели с ситуацией, в которой оказался сам Дюваль, присоединившись к Alice in Chains. К музыканту было приковано пристальное внимание и он постоянно подвергался сравнению с предыдущим фронтменом Лейном Стэйли. Сам Дюваль признавал, что песня напоминала ему о тех временах, когда он стал частью группы и терзался сомнениями по поводу правильности решения. Он обращался к теме «выживания», которая присутствовала в творчестве Alice in Chains и ранее, в дополнение к куда более часто встречавшимся темам «разложения и смерти»: «Эта песня о том, что нужно бороться до последнего вздоха. И даже если ты умрёшь, твоему духу будет что сказать».

## Список песен
Самые зажигательные песни альбома — «Hollow», «Stone» и «Phantom Limb» — выступают в роли книгодержателей для менее напряжённой, но размеренной и приятной середины.Джордан Вагнер, Premier Guitar
1. Песня «Hollow» выделялась агрессивным звучанием, поэтому её выбрали в качестве дебютного сингла. К моменту выхода альбома композиция уже была хорошо знакома слушателям, имея полтора миллионов просмотров видеоклипа на YouTube. Песня начиналась с грязного звучащего тяжёлого риффа, неторопливые куплеты переходили в припевы (сопровождаясь модуляцией на кварту), а кульминацией становился рефрен в исполнении Кантрелла и Дюваля: «Тишина, такая громкая. Тишина, я не понимаю, что со мной происходит». Длинная и завораживающая композиция с запоминающимся припевом напоминала «A Looking in View» с предыдущей пластинки. «Как всегда, музыка группы идеально подходит в качестве аккомпанемента Данте, путешествующему по Аду, где сладкие и ядовитые гармонии принадлежат падшим ангелам» — писали о песне в онлайн-журнале Louder Sound. Уильям Дюваль включил «Hollow» в тройку любимых песен альбома, посетовав, что во время концертных выступлений исполнять её — одновременно петь и играть на гитаре — довольно сложно.
2. Рабочим названием песни «Pretty Done» было «Hillibilly Highrise». Она содержала целый ряд гитарных слоёв, включая дорожку с аккордами баррэ, а также ещё одну — с назойливым гитарным бендом, который Джерри Кантрелл сравнивал с «бренчанием деревенщины на варгане», а в журнале Rolling Stone назвали «плачем» в стиле My Bloody Valentine. Такая подтяжка струн в риффах неоднократно встречалась в более ранних композициях группы («Check My Brain», «It Ain’t Like That» или «What The Hell Have I»); вместе с вокалом, дублировавшим и дополнявшим гитарную мелодию, у слушателя создавалось ощущение дискомфорта. В середине композиции присутствовали гармонические гитарные партии, характерные для Thin Lizzy или Iron Maiden; на концертах Кантрелл и Дюваль исполняли их дуэтом. В песне ощущалось влияние прог-рока, а отдельные её фрагменты напоминали творчество Hawkwind.
3. Следующую песню «Stone» Уильям Дюваль называл «вводящей в транс». По структуре она была похожа на открывающую альбом «Hollow», начиналась с «сэббэтовского» баса и продолжалась повторяющимся набором аккордов и риффов. Голоса Кантрелла и Дюваля звучали на разной высоте, постепенно приближаясь друг к другу и сливаясь воедино в ключевых строчках песни. Помимо гитарного соло во второй части композиции, на всём её протяжении Кантрелл исполнял короткие гитарные вставки; этот приём в дальнейшем использовался и на других композициях. Тяжёлая музыка сопровождалось эмоциональным текстом: «Почему ты хочешь вырезать на мне свои инициалы?». На сайте No Ripcord «Stone» назвали блестящей композицией, содержащей в себе то, что отличало Alice in Chains от других групп девяностых: умение исполнять медленные и зловещие песни, сохраняя их динамику и красоту.
4. Набор тяжёлых песен прерывала спокойная и «сладко звучащая» «Voices». Изначально композиция исполнялась Кантреллом на баритон-гитаре с пониженным строем, после чего к ней добавилась партия Дюваля, игравшего на Gibson Hummingbird, а также несколько дорожек, исполненных на акустических гитарах Guild. В журнале Spin «Voices» охарактеризовали как «акустический глэм-рок в исполнении AC/DC» и назвали первым за два альбома проявлением индивидуальности Уильяма Дюваля, добавившего в припев вокальные подпевки в стиле пауэр-поп, чего никогда не сделал бы Лейн Стэйли. Из-за акустической аранжировки песню неоднократно называли идеальным кандидатом для ротации на радиостанциях; в конечном счёте она действительно вышла в качестве третьего сингла.
5. Заглавная песня «The Devil Put Dinosaurs Here» была написана в ответ на «отвратительные поступки, которые люди совершают из-за своих убеждений». Она начиналась с завораживающего гитарного вступления, но постепенно превращалась в эпическую композицию с грандиозным гитарным соло, завершаясь в роковом стиле под аккомпанемент барабанной партии. На сайте Bloody Disgusting отметили ближневосточный колорит песни, возможно, имеющий отношение к консервативным религиозным верованиям.
6. Основной рифф к «Lab Monkey» родился в ходе саундчека перед концертом в Монмуте, Нью-Джерси. Басовая партия исполнялась с добавлением эффекта дисторшн, напоминая стиль Гизера Батлера из Black Sabbath, а в самой песне обнаруживались отсылки к «Electric Funeral». Гитарное соло исполнялось с использованием эффекта ток-бокса, который Джерри Кантрелл неоднократно применял на предыдущих пластинках Alice in Chains (например, в «Man in the Box» и «Rotten Apple»), и имитировало голос лабораторной обезьяны, о которой пелось в песне. Сочетание плотного баса, выразительных барабанов и гитарных пассажей делало песню схожей с творчеством Primus. В журнале Spin «Lab Monkey» назвали центральной композицией альбома, в которой группа «выжимает свежий сок из старых риффов и гармоний».
7. Песня «Low Ceiling» была написана под влиянием классических рок-исполнителей, начиная от Элтона Джона и заканчивая Crosby, Stills and Nash. Она выделялась «клаустрофобным» текстом, принадлежащим Кантреллу: «Это я такой большой или комната такая маленькая? Почему мой потолок — это чей-то пол?». Эта песня, как и следующая за ней «Breath on the Window», были исполнены на более высокой скорости, придавая среднетемповому альбому необходимую динамику.
8. Композиция «Breath on a Window» примечательна проигрышем, характерным для Black Sabbath или Lynyrd Skynyrd, за которым следовало эпическое завершение в стиле рок-музыки семидесятых. Когда музыка затихала, Джерри Кантрелл повторял «Я бы отпустил тебя, но ты всегда на моём пути. Я наношу тебе ущерб. Я — твой вчерашний шрам». В журнале Spin обратили внимание на прог-роковый бридж в середине композиции, который уместно смотрелся бы в альбоме Leaves Turn Inside You пост-хардкорной группы Unwound.
9. Спокойная композиция «Scalpel» исполнялась под аккомпанемент аккордов акустической гитары и акустического баса, но также содержала несколько гитарных проигрышей в исполнении Уильяма Дюваля. В ней пелось об уроках, которые преподаёт жизнь, а кульминацией становилась фраза из припева: «Я уже проходил по этому пути. Это всё ложь». «Scalpel» стала одной из первых композиций Alice in Chains, где явно ощущалось влияние кантри-музыки, хотя первые подобные эксперименты Кантрелл уже совершал на своей сольной пластинке. На сайте PopMatters её назвали лучшей акустической композицией альбома, а в журнале Record Collector сравнили с творчеством Nickelback.
10. «Phantom Limb» стала одной из самых тяжёлых и мрачных композиций альбома. Песня начиналась с тяжёлого риффа, характерного для хеви-метала, однако в дальнейшем выходила за пределы жанра. Инструментальная основа была придумана тремя членами группы в Лос-Анджелесе, но идея песни о человеке, оказавшемся в ловушке, принадлежала Уильяму Дювалю, который тогда находился в Атланте. Дюваль придумал текст и вокальную аранжировку, а также исполнил гитарное соло. В отличие от большинства песен Alice in Chains, текст «Phantom Limb» получился менее пессимистическим и обречённым, демонстрируя тягу к жизни. В журнале Rolling Stone её назвали выдающимся фрагментом альбома, «который заставляет вспоминать Лейна Стэйли с чувством гордости выжившего».
11. Основной рифф к «Hung on a Hook» появился во время европейского тура Alice in Chains. Вначале была записана инструментальная композиция и уже после была добавлена вокальная партия. Песня завершалась повторяющимся гитарным риффом, использовавшимся в качестве вступления к концертам тура Blackdiamondskye в 2010 году. В онлайн-журнале Louder Sound отметили схожесть структуры и атмосферы с композицией «Down in a Hole», а на сайте Metal Injection её неторопливое и спокойное настроение сравнили с бриджем в середине другой песни Alice in Chains «Sickman».
12. В песне «Choke» было задействовано большое количество различных гитар, начиная от акустических Guild и Gibson для аккордового аккомпанемента, Telecaster и Gibson SG в гитарных проигрышах, а также G&L и Les Paul для «электрической» партии в середине композиции. На сайте PopMatters отметили, что из-за своего содержания песня могла быть только последней в альбоме, а её меланхолическое настроение и сочетание акустического и электрического звучания создавали подходящее ощущение завершённости.

## Рекламная кампания, синглы и выпуск альбома
H V L E N T P S U S D A H I E E O E D T I U R RAlice in Chains
В декабре 2012 года Джерри Кантрелл объявил об окончании работ над альбомом. Начиная с 6 декабря на протяжении десяти дней группа публиковала фрагменты текста новой песни «Hollow», призывая поклонников размещать в Instagram и Twitter изображения, вдохновлённые композицией. 15 декабря отрывок песни был размещён на сайте Amazon.com, а 18 декабря она стала доступной для прослушивания целиком. 13 февраля 2013 года на сайте группы появилось сообщение: «Расшифруй прошлое, чтобы открыть будущее». Вместе с ним в случайном порядке были опубликованы буквы, из которых состояло название предстоящего альбома. На следующий день было раскрыто правильное название — The Devil Put Dinosaurs Here. 21 марта стало известно о том, что альбом будет выпущен в мае 2013 года, а также была обнародована его обложка.

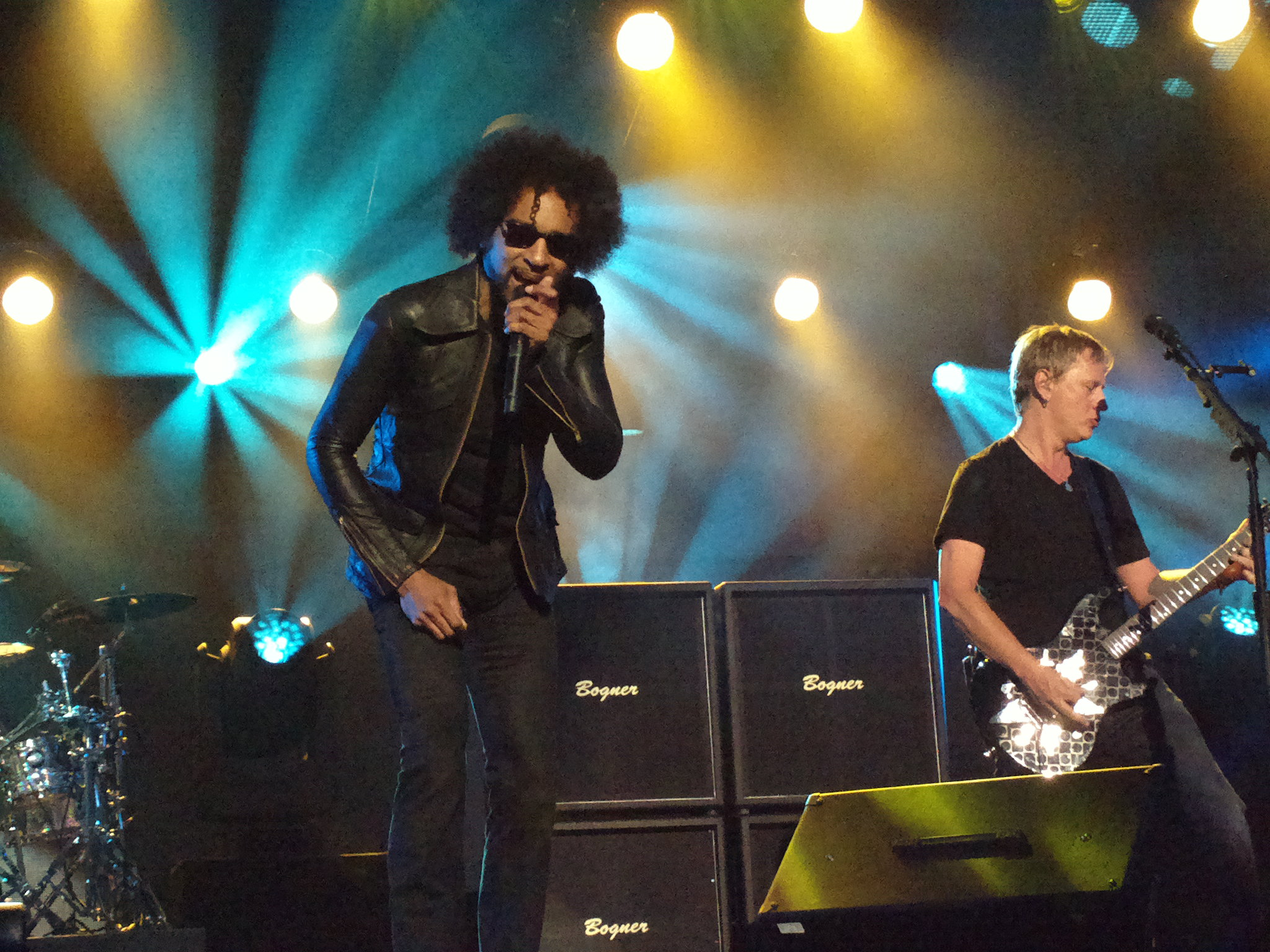
Alice in Chains на телевизионном шоу Джимми Киммела. 10 апреля 2013.

За неделю до запланированного выхода альбома в сеть просочилась его пиратская копия. Музыканты узнали об этом, когда находились в Чикаго вместе с Ларсом Ульрихом из Metallica. За первый день было зарегистрировано более 300 тысяч скачиваний. Для группы, привыкшей к записи на магнитную плёнку и распространению компакт-дисков, утечка стала неприятной неожиданностью. Джерри Кантрелл признавался: «Незаконное скачивание и социальные медиа — это то, с чем мы никогда не сталкивались ранее. Нам нужно было ко многому привыкнуть, и многое из этого было дерьмом, к которому я не хотел привыкать».
Альбом вышел на лейбле Capitol Records и поступил в продажу 28 мая 2013 года. За первую неделю в США было продано 62 тыс. копий пластинки. The Devil Put Dinosaurs Here дебютировал на втором месте в хит-параде Billboard 200, что стало наилучшим результатом для Alice in Chains с 1995 года, когда главный американский чарт возглавил одноимённый альбом группы.
В поддержку The Devil Put Dinosaurs Here было выпущено три сингла. В январе 2013 года песня «Hollow» вышла в качестве первого официального сингла, на неё был снят видеоклип. Она быстро стала популярной, поднявшись на вершину американских хит-парадов Billboard Mainstream Rock и Active Rock. 25 марта 2013 года вышел второй сингл «Stone», также оказавшийся на вершине чартов. 10 апреля Alice in Chains впервые исполнили «Stone» и «Hollow» на телевизионном шоу «Джимми Киммел в прямом эфире». 18 апреля был опубликован видеоклип на песню «Stone», режиссёром которого также стал Роберт Шобер. 26 июля 2013 года в качестве очередного сингла альбома вышла песня «Voices». Композиция достигла третьего места в хит-параде Mainstream Rock. 5 сентября появилось сразу два новых видеоклипа, снятых на «Voices» и «The Devil Put Dinosaurs Here».

## Название и скрытый смысл обложки
Спорим, никто ещё не называл так свой альбом? Но разве рок-музыка не должна служить встряской? Когда это рок стал политкорректным? Я пропустил этот момент.Шон Кинни

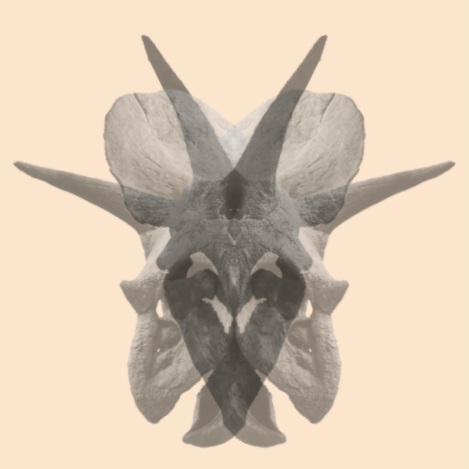
В оформлении альбома использовались изображения черепов динозавров, которые при наложении друг на друга образовывали «дьявольские лица».

Название «Дьявол положил сюда динозавров» высмеивало теорию креационистов, согласно которой Дьявол закопал кости динозавров, чтобы подвергнуть сомнению веру людей в Бога. Джерри Кантрелл и Шон Кинни объясняли, что тем самым они пытались спровоцировать сторонников религиозных убеждений: «Они могут верить в эту штуку с динозаврами, но и мы можем попросить их дать свои пояснения». Участники группы считали безумством религиозные призывы, из-за которых фанатики взрывали себя и окружающих только потому, что те не разделяли их веру. «The Devil Put Dinosaurs Here… описывает всё то дерьмо, что мы делаем по отношению к друг другу из-за разных убеждений» — отмечал Кантрелл.
На обложке The Devil Put Dinosaurs Here был изображён череп трицератопса на красном фоне. Уже на следующий день после её публикации пользователи Интернета обнаружили на ней ещё один едва заметный уровень — отражённую зеркально фотографию с черепом динозавра, при наложении которой на основное фото получалось изображение Дьявола. Уже после выхода альбома его вкладыш содержал совмещённое изображение зелёного и красного черепов, создающее аналогичный эффект. Кроме того, европейское виниловое издание пластинки содержало ещё несколько зловещих коллажей, созданных с использованием фотографий других черепов динозавров. Обложки синглов «Hollow» и «Stone» были выполнены в той же «зеркальной» технике, но в качестве основного изображения использовались фотография кричащей птицы и отпечаток руки.

## Видеоклипы и псевдодокументальный фильм
— Вы знаете, Элис Купер сделал себя сам в 1969 году в Детройте и он до сих пор в хорошей форме.
— Простите, но речь идёт об Alice in Chains, не об Элис Купере.
— О ком?Дафф Маккаган (AIC 23)

Кадры из видеоклипов «Hollow», «Stone», «The Devil Put Dinosaurs Here», «Voices» и «Phantom Limb».

После публикации «Hollow» один из поклонников группы разместил в Instagram самодельное видео с текстом песни, набравшее более миллиона просмотров. Режиссёр Роберт Шобер по прозвищу «Roboshobo», известный сотрудничеством с Metallica, Deftones и Mastodon, снял на эту же композицию концептуальный видеоклип с научно-фантастическим сюжетом. В нём был изображён космонавт, находящийся на космической станции, ежедневно повторяющий рутинные операции и постепенно теряющий связь с реальностью. Видеоряд содержал отсылки к кубриковскому «Сиянию» и «Космической одиссее 2001 года». Группа осталась довольна обоими вариантами, разместив их на своём YouTube-канале.
Подобно псевдодокументальному фильму «The Nona Tapes», выпущенному в 1995 году и представлявшему Джерри Кантрелла в роли журналистки Ноны Вайсбаум, в этот раз группа также выпустила юмористический ролик в поддержку альбома. Видео получило название «AIC 23» и было снято телекомпанией Funny or Die, а также размещено на их официальном сайте. Согласно сюжету, профессор Алан Пул Маклард пытался снять документальный фильм об Alice in Chains и брал интервью у тех, кого вдохновило их творчество. Среди его собеседников — Унта Глибен Глаббен Глоббен из группы «Некроботика», Донни Доллархайд-младший из коллектива «Поющие Доллархайды», Неста Кливленд и блогер Стэнли Айзен, а также Ким Тайил, Майк Маккриди, Ларс Ульрих и Роб Трухильо, Дафф Маккаган, Энн и Нэнси Уилсон и другие известные музыканты .
Для «Stone», вышедшей в качестве второго сингла, также было выпущено два видеоролика. Вначале было опубликовано видео с текстом песни, появлявшимся на фоне таявшего льда, деревьев, опавших листьев и реки с камнями, в которой лежало тело девушки. Позднее вышло полноценное официальное видео, снятое Робертом Шобером. В нём была изображена группа, играющая посреди каменной пустыни, а также местные жители, безуспешно пытающиеся вывезти из неё огромные валуны.
Третий сингл «Voices» также сопровождался двумя видеороликами. Первым вышел клип с со словами песни, в центре которого находился загадочный персонаж в спортивном худи, чьё лицо было скрыто. Его появление сопровождалось вопросами «Кто я? Это я? Я один?», за которыми следовал остальной текст песни. Вслед за этим в один день вышло сразу два официальных видеоклипа. Первый из них — на песню «Voices» — был также снят Робертом Шобером. В нём была показана группа, выступающая на фоне неоновых надписей со строками песни, расположенных в разных частях Сиэтла. Автором второго видео, снятого на заглавную композицию альбома «The Devil Put Dinosaurs Here», стал режиссёр Трэвис Хопкинс. В видеоклипе было показано психоделическое детское телевизионное шоу, насыщенное жуткими образами: демоническим ведущим, пьяным клоуном, огромными игрушками и куклами, не развлекающими, а пугающими детей.
В октябре 2014 года вышел видеоклип «Phantom Limb», ставший частью «пакета» BitTorrent Bundle, предназначенного для распространения легального контента среди поклонников. Автором клипа также стал Роберт Шобер. В нём рассказывалось о двух мужчинах, один из которых нападал на другого в его собственном доме при загадочных обстоятельствах. Короткий семиминутный фильм завершался неожиданным поворотом сюжета.

## Реакция критиков
Неудивительно, что Alice in Chains всё ещё на плаву, ведь вокруг воссоединений в рок-музыке всегда крутятся большие деньги. Куда удивительнее то, что их последний альбом в самом деле звучит так, будто они пытаются двигаться вперёд. The Devil Put Dinosaurs Here более изобретателен, чем от него требовалось, и менее самодоволен по сравнению с предыдущими записями.Стивен Дойснер, Pitchfork

### Журналы
| Журналы           | Журналы           |
| Совокупная оценка | Совокупная оценка |
| Источник          | Оценка            |
| ----------------- | ----------------- |
| Metacritic        | 70/100            |
| Оценки критиков   |                   |
| Источник          | Оценка            |
| The Skinny        | [ r 21 ]          |
| Premier Guitar    | [ r 5 ]           |
| Exclaim           | 7/10              |
| Kerrang!          | [ r 22 ]          |
| Record Collector  | [ r 2 ]           |
| NME               | [ r 23 ]          |
| Spin              | 6/10              |
| Total Guitar      | [ r 24 ]          |
| Q                 | [ r 25 ]          |
| Rolling Stone     | [ r 13 ]          |

Пятый альбом Alice in Chains привлёк большое внимание специализированных печатных периодических изданий. Одна из первых рецензий появилась в британском журнале The Skinny 8 мая 2013 года, за несколько недель до официального релиза. Дэйв Керр оценил альбом на четыре звезды из пяти, назвав «достойным дополнением каталога группы». Джордан Вагнер из американского Premier Guitar отметил, что хотя пластинка уступала в агрессии раннему творчеству (Facelift, Dirt) и не могла сравниться с Black Gives Way to Blue по количеству запоминающихся мелодий, но всё же являлась «фантастическим альбомом с множеством захватывающих моментов». Обозреватель канадского журнала Exclaim обратил внимание на изменение лирической направленности, назвав альбом «более зрелым и вдумчивым воплощением неоспоримо мощной эстетики Alice in Chains». В Kerrang! была опубликована «четырёхзвёздочная» рецензия, где альбом призвали переслушать несколько раз: «Поначалу он может не впечатлить, но рано или поздно это произойдёт». Майкл Браун (Total Guitar) заключил, что хотя некоторые песни и терялись среди обилия среднетемповых композиций, однако в целом «проклятия второго альбома» удалось избежать. Наконец, Барри Николсон из британского издания NME радостно заметил, что «камбэк 2009 года не был случайностью».
В то же время, в ведущих музыкальных изданиях к новой работе Alice in Chains отнеслись более критично. Джон Долан из Rolling Stone оценил альбом на три звезды; по его мнению, группа представляла собой «гранжевых ископаемых», Уильяму Дювалю недоставало таланта, присущего Лейну Стэйли, а на первый план вышла гитара Джерри Кантрелла, ставшая заменой полноценному ведущему вокалу. В журнале Q альбом удостоился аналогичной оценки; критики отметили, что The Devil Put Dinosaurs Here «скроен по тем же лекалам», что и классический Dirt. Дэн Вайс из Spin посвятил ему огромную статью, где подробно прошёлся по предыдущим альбомам и заключил: «В этом альбоме нет ничего нового, однако же ему нет аналогов в старом каталоге Alice in Chains, потому что раньше они были значительно более странными, чем мы их помним». В британском журнале Record Collector пластинка также заслужила всего три звезды: «Вот что происходит, когда повзрослевшие мужчины изгоняют демонов своего детства и дают волю более оптимистичным музыкальным пристрастиям» — предположил Джоэл Макайвер. Ли Хэйзел (Vulture Hound) и вовсе обратил внимание на ограниченность музыкального диапазона Кантрелла, проявившуюся в новом альбоме, а также на отсутствие ярких моментов даже по сравнению с предыдущей пластинкой. «Вам нужно что-то особенное, подталкивающее к краю пропасти; и хотя потребовалось целых два альбома, чтобы осознать наличие проблемы, я боюсь, что часть „чего-то особенного“ в Alice in Chains умерла одиннадцать лет тому» — с прискорбием заключил Хэйзел.

### Музыкальные сайты
| Музыкальные сайты    | Музыкальные сайты |
| Оценки критиков      | Оценки критиков   |
| Источник             | Оценка            |
| -------------------- | ----------------- |
| Louder Sound         | [ r 3 ]           |
| PopMatters           | 8/10              |
| The A.V. Club        | B-                |
| Loudwire             | [ r 16 ]          |
| Metal Injection      | 7/10              |
| Bloody Disgusting    | [ r 17 ]          |
| Consequence of Sound | B-                |
| Pitchfork            | 5.9/10            |
| No Ripcord           | [ r 14 ]          |
| Melodic              | [ r 10 ]          |
| Sputnikmusic         | 3.7/5             |
| AllMusic             | [ r 18 ]          |

Вслед за журналами, на выход The Devil Put Dinosaurs Here отреагировали обозреватели музыкальных сайтов. Одной из первых появилась рецензия в вебзине Louder Sound. Джон Хоттен оценил альбом на четыре звезды из пяти, назвав его «вдохновлённым Black Sabbath продолжением наименее ожидаемого возвращения в рок-музыке». Коул Уотермен из PopMatters поставил релизу настолько же высокую оценку; он отметил, что избавившись от давления возрождённому коллективу удалось обрести уверенность и «отправить призрак Лейна Стэйли на заслуженный покой». Обозреватель сайта The A.V. Club Энни Залески присвоила пластинке рейтинг B- и сочла её доказательством жизнеспособности Alice in Chains после возвращения на сцену. Идентичную оценку альбом получил от Мэтта Мэлиса (Consequence of Sound), посчитавшего, что The Devil Put Dinosaurs Here — это просто хороший альбом, в котором группа избавилась от катарсиса предыдущей пластинки и Элтона Джона: «Спустя много лет Алиса всё ещё остаётся грязной девочкой. И мы бы не хотели, чтобы она менялась». В онлайн-журнале Loudwire альбому присвоили четыре с половиной звезды из пяти, выделив «гармонии, мрачность и исполнительское мастерство», делавшие его частью классического каталога группы. На американском хоррор-сайте Bloody Disgusting новую работу Alice in Chains оценили так же высоко, назвав примером творческого роста даже после нескольких десятилетий существования. Максимально приближённую к наивысшей отметку альбом заслужил на сайте No Ripcord: «Тот факт, что группа до сих пор, несмотря на трагические события в прошлом, производит аутентичную, бескомпромиссную музыку, которая остаётся столь же узнаваемой, как и раньше, является свидетельством творческого голода и проницательности группы… Это та „Алиса в цепях“, которую мы знаем и любим, и гранж определённо жив».
Не все онлайн-издания восприняли The Devil Put Dinosaurs Here настолько позитивно. На новостном сайте Metal Injection посетовали на однообразность пластинки, не содержащей большого количества смен темпа или настроения: «Не то чтобы в альбоме есть плохие песни, каждая из них содержит собственные яркие фрагменты; но складывается впечатление, что группа находится в зоне комфорта, следуя собственной формуле». В онлайн-издании Melodic высоко отметили первую половину пластинки, содержащую «Hollow» и «Stone», но с сожалением констатировали, что вторая половина лишена столь же выдающихся композиций и откровенно проседает. На сайте Sputnikmusic альбом назвали слишком затянутым и однообразным, так что он проигрывал не только предыдущей работе группы, но и дебютному сольному альбому Джерри Кантрелла Degradation Trip. Одну из самых низких оценок — три звезды из пяти — The Devil Put Dinosaurs Here присвоили в музыкальной базе данных AllMusic; Стивен Эрлевайн обратил внимание на «цифровой блеск» пластинки, заставивший Alice in Chains звучать более открыто и лишивший группу присущего ей оттенка «клаустрофобии». Наконец, Стивен Дойснер из американского музыкального журнала Pitchfork поставил оценку 5.9 / 10: «В результате получается альбом, который кажется намного длиннее, чем и без того раздутые 70 минут, который часто хоронит свои самые интригующие идеи или растягивая их, или просто повторяя». Вместе с тем, Дойснер признал, что на пластинке содержалось несколько примечательных примеров того, каким должен быть мейнстримный рок в 2013 году, и она не выглядела настолько же натянутой и ненужной, как вышедший годом ранее альбом Soundgarden King Animal.

### Газеты
| Газеты           | Газеты          |
| Оценки критиков  | Оценки критиков |
| Источник         | Оценка          |
| ---------------- | --------------- |
| The Independent  | 3/5             |
| Montreal Gazette | [ r 27 ]        |
| Toronto Star     | [ r 28 ]        |
| Daily Record     | [ r 29 ]        |

Помимо специализированных печатных и онлайн-изданий, альбом удостоился обзоров и в ежедневных газетах по всему миру. В британской The Independent новую работу Alice in Chains восприняли скептически: «В их смеси винтажа Black Sabbath и хмурого взгляда Сиэтла 1990-х присутствует неукротимость, но порой они просто топчутся на месте, будто старый рестлер, неуклонно приближающийся к неизбежной судьбе, ещё худшей, чем просто окаменение». В шотландском таблоиде Daily Record очередную работу ветеранов рок-сцены оценили на четыре звезды из пяти, назвав «интригующей» и «фантастической». Крис Компанек из Washington Post воздержался от оценки, отметив, что альбом заставляет не только вспоминать о прошлых достижениях группы, но также с надеждой смотреть в будущее. В Montreal Gazette альбом назвали «эпичным», даже несмотря на то, что Уильяму Дювалю досталась «самая незавидная должность в Сиэтле», а в ещё одном канадском издании Toronto Star оценили на три звезды из четырёх, подчеркнув фирменную атмосферу «мрака и грязи». На альбом обратили внимание в индийском издании The Hindu, посчитав, что наряду с несколькими хитовыми композициями он содержал целый ряд проходных и незапоминающихся песен, представлявших интерес только для убеждённых фанатов сиэтлской сцены.

## Награды и номинации
Диск выдался очень актуальным, сохранив классическое звучание Alice in Chains, которое оказало влияние на легионы музыкальных групп за последние два десятилетия.Loudwire

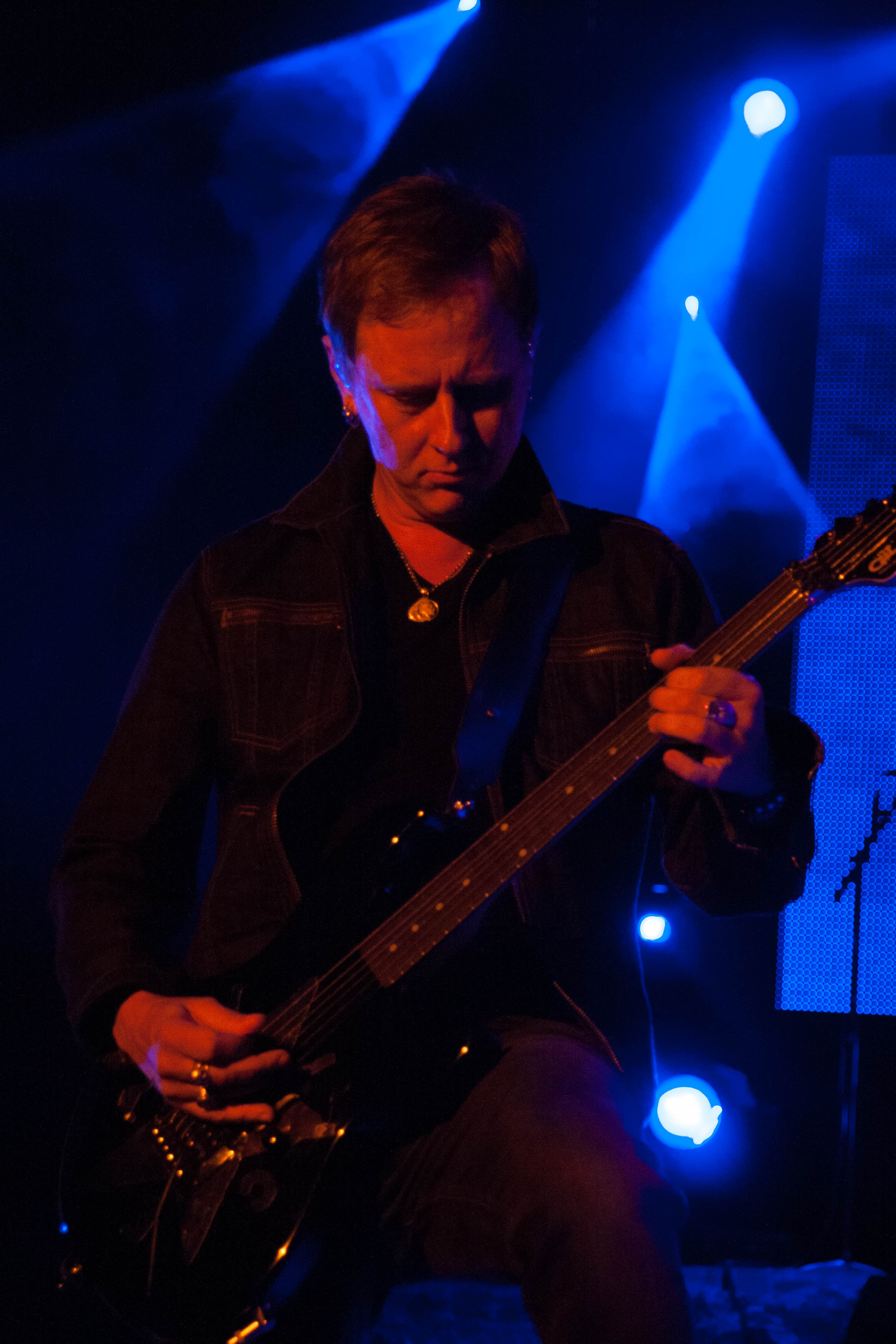
В 2014 году Джерри Кантрелл был дважды номинирован на получение премии лучшему гитаристу года.

17 июня 2013 года в Великобритании состоялось вручение награды Golden Gods, учреждённой музыкальным журналом Metal Hammer. И хотя приз за лучший альбом достался пластинке Black Sabbath 13, Alice in Chains были удостоены награды «Икона». The Devil Put Dinosaurs Here также стал претендентом на звание «Лучшего альбома альтернативного метала» по версии вебзина Metal Storm, но набрал всего 36 голосов, тогда как победителю — третьему сольному альбому Джеймса Лабри Impermanent Resonance — отдали предпочтение 234 проголосовавших.
Усилия звукорежиссёров принесли альбому сразу две номинации. Сначала Пол Фигероа, Рэнди Стауб и Тед Йенсен за свою работу над The Devil Put Dinosaurs Here были выдвинуты на получение премии «Грэмми» в категории «Лучший звуковой дизайн альбома (неклассическая музыка)»; победа досталась четвёртому альбому французского дуэта Daft Punk Random Access Memories. Рэнди Стауб также стал номинантом премии Juno Awards 2014 в категории «Звукоинженер года» за песню «Hollow», но уступил Эрику Ратцу, работавшему над дебютным альбомом канадской рок-группы Monster Truck Furiosity.
В феврале 2014 года состоялась третья церемония вручения наград музыкального онлайн-журнала Loudwire. Alice in Chains отметились сразу в пяти номинациях — «Рок-альбом года» (The Devil Put Dinosaurs Here), «Рок-песня года» («Hollow»), «Рок-видеоклип года» («Hollow»), «Гитарист года» (Джерри Кантрелл) и «Рок-группа года» (Alice in Chains) — во всех из которых группу постигла неудача. Наконец, в апреле 2014 года Alice in Chains вошли в число претендентов на получение наград Revolver Golden Gods, однако также уступили в двух категориях: «Гитарист года» (Джерри Кантрелл) и «Песня года» («Hollow»).
| Год  | Награда                         | Категория                                              | Номинант                                                                      | Результат | #       |
| ---- | ------------------------------- | ------------------------------------------------------ | ----------------------------------------------------------------------------- | --------- | ------- |
| 2013 | Metal Hammer Golden Gods Awards | Икона                                                  | Alice in Chains                                                               | Победа    | [ l 2 ] |
| 2013 | Metal Storm Awards              | Лучший альбом альтернативного метала                   | The Devil Put Dinosaurs Here                                                  | Номинация | [ l 3 ] |
| 2014 | Grammy Awards                   | Лучший звуковой дизайн альбома (неклассическая музыка) | Пол Фигероа, Рэнди Стауб и Тед Йенсен, за альбом The Devil Put Dinosaurs Here | Номинация | [ l 4 ] |
| 2014 | Juno Awards                     | Звукорежиссёр года                                     | Рэнди Стауб, за песню «Hollow»                                                | Номинация | [ l 5 ] |
| 2014 | Loudwire Music Awards           | Рок-альбом года                                        | The Devil Put Dinosaurs Here                                                  | Номинация | [ l 6 ] |
| 2014 | Loudwire Music Awards           | Гитарист года                                          | Джерри Кантрелл                                                               | Номинация | [ l 6 ] |
| 2014 | Loudwire Music Awards           | Рок-песня года                                         | «Hollow»                                                                      | Номинация | [ l 6 ] |
| 2014 | Loudwire Music Awards           | Рок-видеоклип года                                     | «Hollow»                                                                      | Номинация | [ l 6 ] |
| 2014 | Loudwire Music Awards           | Рок-группа года                                        | Alice in Chains                                                               | Номинация | [ l 6 ] |
| 2014 | Revolver Golden Gods Awards     | Песня года                                             | «Hollow»                                                                      | Номинация | [ l 7 ] |
| 2014 | Revolver Golden Gods Awards     | Лучший гитарист                                        | Джерри Кантрелл                                                               | Номинация | [ l 7 ] |

The Devil Put Dinosaurs Here был включён в список лучших рок- и метал-альбомов 2013 года по версии онлайн-журнала Noisecreep. Чад Чайлдерз поместил пластинку на седьмое место в рейтинге и отметил, что Alice in Chains хотя и не «изобрели колесо», но продемонстрировали, что находятся всё ещё в хорошей форме; выпустив песни «Hollow» и «Stone», музыканты полностью удовлетворили ожидания поклонников. Кроме этого, The Devil Put Dinosaurs Here возглавил список «Лучших рок-альбомов 2013 года», опубликованный на музыкальном сайте Loudwire, опередив House of Gold & Bones Vol. 2 (Stone Sour) и ...Like Clockwork (Queens of the Stone Age).

## Справочные данные

### Хит-парады
Еженедельные чарты
| Хит-парад (2013)                                | Высшая позиция |
| ----------------------------------------------- | -------------- |
| Австралия (ARIA)                                | 10             |
| Австрия (Ö3 Austria)                            | 13             |
| Бельгия/Валлония (Ultratop)                     | 33             |
| Бельгия/Фландрия (Ultratop)                     | 52             |
| Великобритания (UK Albums Chart)                | 22             |
| Венгрия (MAHASZ)                                | 28             |
| Германия (Offizielle Top 100)                   | 23             |
| Дания (Hitlisten)                               | 14             |
| Испания (PROMUSICAE)                            | 56             |
| Италия (Classifica album)                       | 56             |
| Канада (Canadian Albums Chart)                  | 2              |
| Нидерланды (Album Top 100)                      | 52             |
| Новая Зеландия (RMNZ)                           | 12             |
| Норвегия (VG-lista)                             | 6              |
| США (Billboard 200)                             | 2              |
| США (Top Alternative Albums)                    | 1              |
| США (Top Digital Albums)                        | 5              |
| США (Top Hard Rock Albums)                      | 1              |
| США (Top Rock Albums)                           | 1              |
| США (Top Tastemakers Albums)                    | 2              |
| США (Top Vinyl Albums)                          | 13             |
| Финляндия (Suomen virallinen lista)             | 6              |
| Швейцария (Schweizer Hitparade)                 | 11             |
| Швеция (Sverigetopplistan)                      | 35             |
| iTunes Австралия (Top 100 Album Downloads)      | 7              |
| iTunes Великобритания (Top 100 Album Downloads) | 26             |
| iTunes Германия (Top 100 Album Downloads)       | 22             |
| iTunes Испания (Top 100 Album Downloads)        | 15             |
| iTunes Италия (Top 100 Album Downloads)         | 11             |
| iTunes Канада (Top 100 Album Downloads)         | 2              |
| iTunes США (Rock Albums)                        | 1              |
| iTunes США (Top 100 Album Downloads)            | 3              |
| iTunes Франция (Top 100 Album Downloads)        | 58             |

Годовой хит-парад
| Год  | Хит-парад         | Позиция |
| ---- | ----------------- | ------- |
| 2013 | США Billboard 200 | 188     |

Синглы
| Год                                                                                | Сингл    | Высшая позиция | Высшая позиция | Высшая позиция | Высшая позиция | Высшая позиция |
| Год                                                                                | Сингл    | US Alt         | US Rock        |                |                |                |
| ---------------------------------------------------------------------------------- | -------- | -------------- | -------------- | -------------- | -------------- | -------------- |
| 2012                                                                               | «Hollow» | 23             | 1              |                |                |                |
| 2013                                                                               | «Stone»  | -              | 1              |                |                |                |
| 2013                                                                               | «Voices» | -              | 3              |                |                |                |
| «—» обозначает релизы, которые не попали в чарт или не были выпущены в этой стране |          |                |                |                |                |                |

### Список композиций
Автором большинства композиций является Джерри Кантрелл.
| №   | Название                       | Автор(ы)                       | Перевод                          | Длительность |
| --- | ------------------------------ | ------------------------------ | -------------------------------- | ------------ |
| 1.  | «Hollow»                       | Кантрелл                       | «Пуст»                           | 5:41         |
| 2.  | «Pretty Done»                  | Кантрелл                       | «Чертовски измотан»              | 4:35         |
| 3.  | «Stone»                        | Кантрелл                       | «Камень»                         | 4:22         |
| 4.  | «Voices»                       | Кантрелл                       | «Голоса»                         | 5:42         |
| 5.  | «The Devil Put Dinosaurs Here» | Кантрелл, Айнез, Кинни         | «Дьявол положил сюда динозавров» | 6:38         |
| 6.  | «Lab Monkey»                   | Кантрелл                       | «Подопытная обезьянка»           | 5:58         |
| 7.  | «Low Ceiling»                  | Кантрелл, Кинни, Айнез         | «Низкий потолок»                 | 5:15         |
| 8.  | «Breath on a Window»           | Кантрелл                       | «Дышать на окно»                 | 5:19         |
| 9.  | «Scalpel»                      | Кантрелл, Кинни, Айнез         | «Скальпель»                      | 5:21         |
| 10. | «Phantom Limb»                 | Дюваль, Кантрелл, Кинни, Айнез | «Фантомная боль»                 | 7:07         |
| 11. | «Hung on a Hook»               | Кантрелл                       | «На крючке»                      | 5:34         |
| 12. | «Choke»                        | Кантрелл, Кинни, Айнез         | «Подавись»                       | 5:44         |

### Участники записи
Alice in Chains
- Уильям Дюваль — вокал, ритм-гитара
- Джерри Кантрелл — вокал, соло-гитара
- Майк Айнез — бас-гитара, бэк-вокал
- Шон Кинни — барабаны, перкуссия

Технический персонал
- Продюсеры: Ник Раскулинец и Alice in Chains.
- Звукорежиссёр: Пол Фигероа (Henson Studios, Лос-Анджелес).
- Микширование: Рэнди Стауб (Henson Studios, Лос-Анджелес).
- Мастеринг: Тэд Йенсен (Sterling Sound, Нью-Йорк).
- Менеджмент группы: Velvet Hammer Music and Management Group, Susan Silver Management.
- Бронирование (Северная Америка): Йон Плитер, ICM.
- Бронирование (остальной мир): Джон Джексонб CEO K2 Agency Ltd.
- Юристы: Питер Патерно, Kings Holmes Paterno & Berliner, LLP.
- Бизнес-менеджмент: David Weise & Associates.
- A&R-администрация: Ронетт Боуи, Райан Дельвеккио.
- Маркетинг: Боб Симанович.
- Креативный директор: Николь Франц.
- Арт-директор и дизайнер: Райн Кларк, Invisible Creature, Inc.
- Фотографы: Kabacchi & Ballista[49].